# Дифракційна ґратка
Дифракційна ґратка  — оптичний елемент із періодичною структурою, здатний впливати на поширення світлових хвиль так, що енергія хвилі, яка пройшла через ґратку, зосереджується в певних напрямках. Напрямки поширення цих пучків залежать від періоду ґратки та довжини світлових хвиль, тобто дифракційна ґратка працює як дисперсійний елемент. Монохроматичний світловий пучок, що падає на ґратку, теж розділиться на декілька пучків, які поширюються в різних напрямках.
Дифракційні ґратки широко застосовуються у монохроматорах і спектрометрах.

## Принцип дії

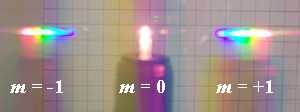
Дифракційні максимуми трьох різних порядків від електричної лампочки, яку розглядають через дифракційну ґратку

Найпростіша дифракційна ґратка — тонка скляна пластинка, на поверхні якої нанесено прямолінійні паралельні рівновіддалені штрихи, ширина та відстань між якими сумірні з довжиною хвилі світла.
Принцип дії дифракційної ґратки ґрунтується на дифракції світлових хвиль, які взаємодіють із нею, та подальшій інтерференції цих дифрагованих хвиль.
У загальному випадку дифракційну ґратку можна уявити як сукупність багатьох паралельних та рівновіддалених прозорих щілин, розділених однаковими непрозорими проміжками. Якщо на таку ґратку падатиме світловий пучок, то світлові хвилі, проходячи крізь щілини ґратки, відхилятимуться. Кожна точка будь-якої щілини ґратки у такому випадку виступатиме як вторинне джерело світла. Таким чином, після взаємодії з ґраткою світлові хвилі будуть поширюватись у різних напрямках. Однак світлові хвилі від різних щілин ґратки інтерферують між собою. Якщо ці хвилі перебувають в однаковій фазі, то вони підсилюють одна одну, якщо ж у протифазі, то гасять. У першому випадку відбувається конструктивна інтерференція, у другому — деструктивна. Напрямки поширення дифрагованих хвиль, на яких відбувається їх конструктивна інтерференція, називають дифракційними максимумами. Таких максимумів зазвичай кілька, їх позначають цілими числами, які називаються порядком дифракції (m). Кількість дифракційних максимумів і напрямки їх поширення залежать від періоду ґратки та довжини хвилі світла й можуть бути визначені за допомогою рівняння дифракційної ґратки:
{\displaystyle d\left(\sin {\theta _{m}(\lambda )}+\sin {\theta _{i}}\right)=m\lambda }, де
- {\displaystyle \theta _{i}} — кут падіння світлового пучка на ґратку,
- {\displaystyle \theta _{m}(\lambda )} — кут дифракції для пучка m-го порядку,
- {\displaystyle \lambda } — довжина хвилі світла,
- d — період ґратки,
- m — порядок дифракції.

Із цього рівняння випливає, що кут дифракції залежить від довжини хвилі світла. Отже, якщо на ґратку падатиме біле світло, то воно розкладатиметься ґраткою у спектр.

## Історія винаходу
Першу дифракційну ґратку виготовив американський астроном Девід Ріттенхаус 1786 року. Він виготовив її з тонкого паралельно натягнутого на рамку дроту, яку було встановлено на об'єктиві телескопу. Таким чином можна було отримати спектр найяскравіших зір.
1821 року, не знаючи про досліди американця, свої роботи з дифракційними ґратками розпочав Йозеф Фраунгофер. Його дослідження було викликано інтересом до нової науки — спектроскопії, де могла бути застосована дисперсія ґратки. Фраунгоферу вдалося отримати дифракційні ґратки досить високої якості, що дало йому змогу визначити лінії поглинання сонячного спектру, які зараз називають фраунгоферовими. Він також вивів рівняння дисперсії ґратки. Однак, Фраунгофер був зацікавлений у створенні ґраток лише для власних експериментів і після смерті вченого його устаткування зникло.
Приблизно 1850 року Ф. А. Норберт (F.A. Nobert), прусський виробник приладів, почав забезпечувати дослідників ґратками, які мали кращу якість, ніж ґратки Фраунгофера. Близько 1870 року ґратками зацікавився Л. М. Резерфорд
(англ. L.M. Rutherfurd), нью-йоркський адвокат із невеликим інтересом до астрономії. Всього за декілька років Резерфорд навчився нарізати на дзеркальній бронзі відбиваючі ґратки, які були набагато кращими за ті, що виготовив Норберт. Резерфорд розробив ґратки, які перевершили за своїми характеристики навіть найкращі призми. Проте він виготовив дуже мало ґраток і їх застосування було обмеженим.
Прорив у виготовленні ґраток здійснив Г. А. Роуленд, 
професор фізики в університеті Джона Гопкінса. Він сконструював дуже складні нарізні машини і винайшов увігнуту ґратку, пристрій грандіозного значення для сучасних спектроскопістів. Робота Роуленда закріпила ґратку як первинний оптичний елемент спектроскопічної технології. Він продовжував нарізати ґратки аж до своєї смерті 1901 року.
Після великого успіху Роуланда багато людей почали нарізати дифракційні ґратки. Ті, хто досяг успіху в цій галузі, загострили наукову потребу у ґратках. Оскільки переваги ґраток над призмами та інтерферометрами для спектроскопії стали очевидними, попит на дифракційні ґратки значно перевищував пропозицію[джерело?].

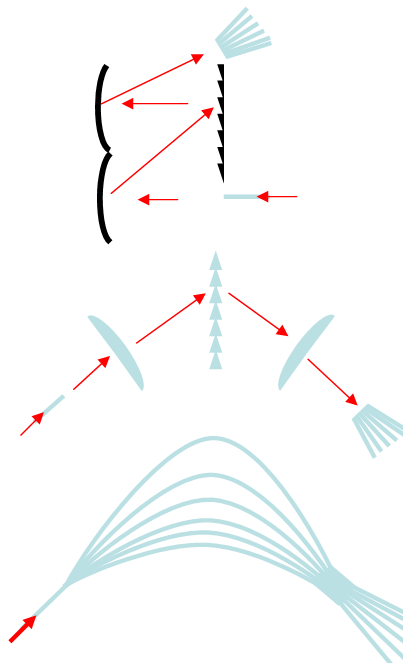
Різноманітні способи використання дифракційних ґраток у спектрометрії:
у відбиваючій оптиці
у заломлюючій оптиці
у хвилеводах

## Основні типи та різновиди дифракційних ґраток
Наразі розроблено багато різних типів дифракційних ґраток для найрізноманітніших застосувань. Класифікують дифракційні ґратки за різними критеріями.
Залежно від того, який параметр світлової хвилі модулюється ґраткою, розрізняють амплітудні, фазові та амплітудно-фазові ґратки. Амплітудні ґратки здебільшого є тонкими. Фазові та амплітудно-фазові ґратки можуть бути об'ємними або рельєфними. В об'ємних ґратках здебільшого застосовується періодична модуляція показника заломлення і/або поглинання матеріалу плівки. Залежно від товщини плівки об'ємні ґратки можуть називатись тонкими або товстими, причому тонкі ґратки здебільшого характеризуються кількома дифракційними порядками і часто їх називають ґратками типу Рамана-Ната, у той час як товсті ґратки працюють у режимі, коли спостерігаються тільки два дифракційних максимуми: 0-го й 1-го порядків. Товсті ґратки називаються ще ґратками Брегга. Рельєфні ґратки з періодичною модуляцією рельєфу поверхні розділу двох середовищ класифікуються за профілем штрихів на синусоїдальні, прямокутні, трапецеїдальні, трикутні та з невизначеним профілем. Якщо профіль штрихів є симетричним, то така ґратка називається ґраткою із симетричним профілем штрихів, в іншому випадку дифракційна ґратка називається концентруючою.
Залежно від режиму роботи розрізняють пропускаючі та відбиваючі дифракційні ґратки.
За методом виготовлення ґратки поділяються на механічно нарізні, голографічні та літографічні.
За формою поверхні дифракційні ґратки поділяються на плоскі та ввігнуті.
Залежно від застосування дифракційні ґратки можуть бути об'ємного типу, для використання у дзеркально-лінзових системах, та хвилевідного типу, сформовані на поверхні або в об'ємі оптичного хвилеводу. Особливим випадком хвилевідних ґраток є волоконні ґратки, які являють собою фазові ґратки у серцевині оптичного волокна.

## Застосування
Дифракційні ґратки широко застосовують у монохроматорах, спектрометрах, спектральних мультиплексорах і демультиплексорах, компенсаторах хроматичної дисперсії оптичного волокна та в багатьох інших оптичних компонентах.